# Grandi giorni
Grandi giorni è un album discografico in studio del cantautore italiano Garbo, pubblicato nel 1998.

## Tracce
(CD, Free Records Independent, FRI 13442)
1. Grandi giorni – 5:01
2. Meno uno/1999 – 4:21
3. In tutte le città – 4:26
4. Un bacio – 4:19
5. Troppe cose – 3:30
6. Sotto il cielo che ho – 3:49
7. Quanti anni hai? – 3:57
8. Radioclima – 3:05
9. Il soffio del gatto – 3:48
10. Un tempo per noi – 3:24
11. Fino alla fine – 4:21

Durata totale: 44:01